# روبر کوره
روبر کوره (انگلیسی: Rober Correa؛ زادهٔ ۲۰ سپتامبر ۱۹۹۲) بازیکن فوتبال اهل اسپانیا است که در ایبار بازی می‌کند.
از باشگاه‌هایی که در آن بازی کرده‌است می‌توان به باشگاه فوتبال الچه، باشگاه فوتبال اسپانیول، و باشگاه فوتبال رایو وایکانو اشاره کرد.